# Copris cariniceps
Copris cariniceps là một loài bọ cánh cứng trong họ Bọ hung (Scarabaeidae).